# Ortacesus
Ortacesus är en ort och kommun i provinsen Sydsardinien i regionen Sardinien i sydvästra Italien. Kommunen hade 917 invånare (2017).